# Оптичний запис звуку

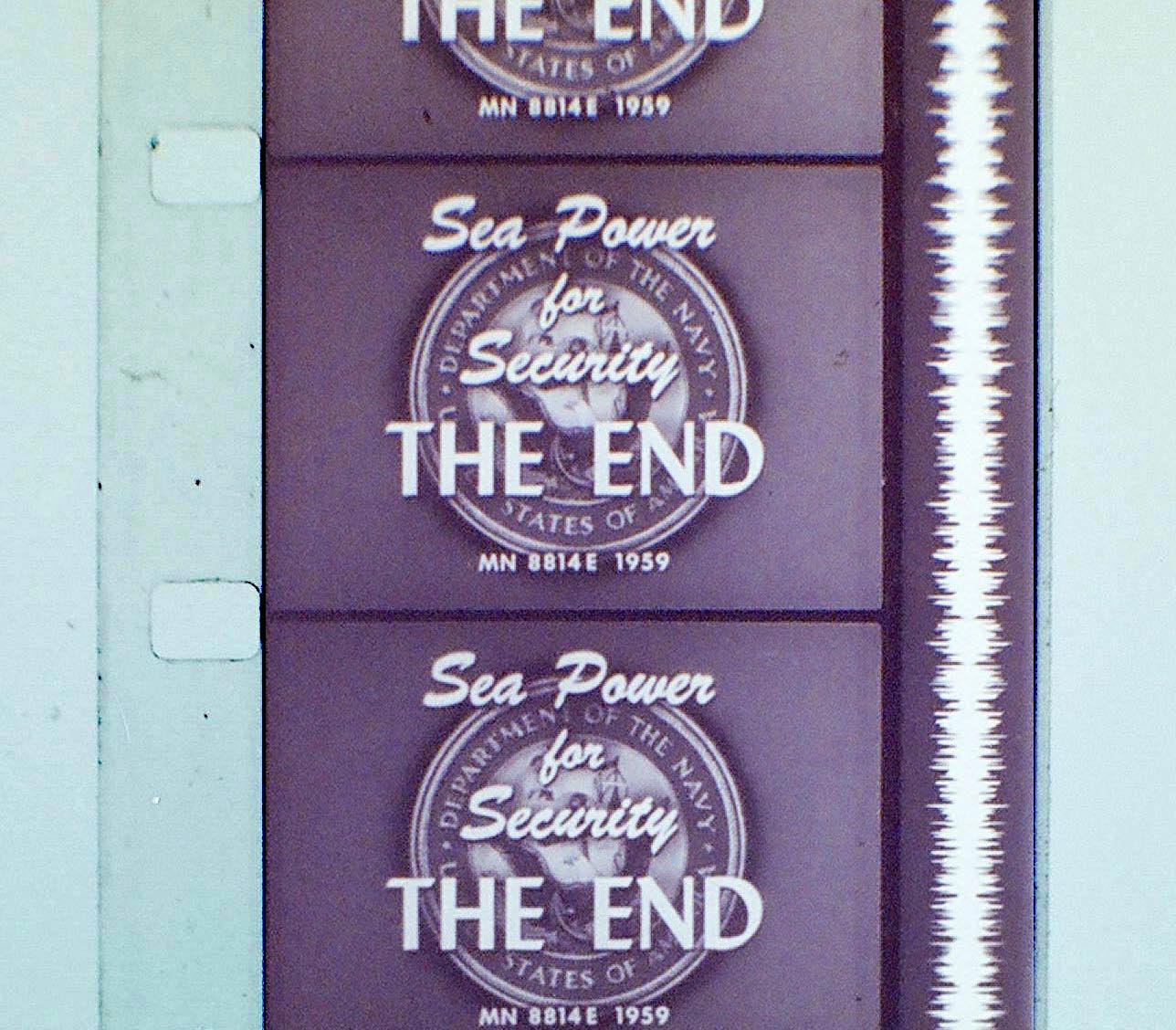
Приклад звукової доріжки на 16мм кінострічці. Ширина білої області пропорційна амплітуді аудіо сигналу.

Оптичний запис звуку це спосіб збереження звукозаписів на прозорій плівці. Технологія початково була розроблена для військових цілей, в широкому загалі вперше знайшла своє використання в 1920-их як формат звуку на плівці для кінофільмів. Оптичний звук урешті-решт витіснив всі інші технології запису звукового кіно до появи цифрових стандартів звуку в кіно. Оптичний звук також застосовувався для запису декількох доріжок і створення ефектів в деяких музичних синтезаторах.

## Технічні особливості
Перші системи, придатні для записів фонограм на кіноплівку, модулювали звукові коливання  зміною розжарювання електричної лампи. Таким чином на краю кінострічки наносилась звукова доріжка - зображення звукових коливань.
Для відтворення звуку світло лампи просвічує через плівку звукову доріжку, її оптичні коливання попадають на фотоелектронний прилад під’єднаний до процесора. Там він перетворює фотоелектричний імпульс в електричний сигнал, який посилюється і трансформується в аналогові звукові хвилі через гучномовець.
Три бренди в галузі оптичного звуку на плівці виникли в 1920-их: Photofilm, Photophone і Movietone. Четвертим претендентом, хто наздоганяв їх на ринку звукового кіно був Warner Brothers із системою запису звуку на диску, що називалася Vitaphone і синхронізувала великі (16") фонографічні записи із кінопроєктором. Багато з перших звукових фільмів, таких як хіт від Warner Brothers знятий в 1927 Співак Джазу, використовували диски Vitaphone, але до 1931 року, оптичний звук на плівці витіснить технологію окремого запису звуку на дисках.